# Stefan Andres

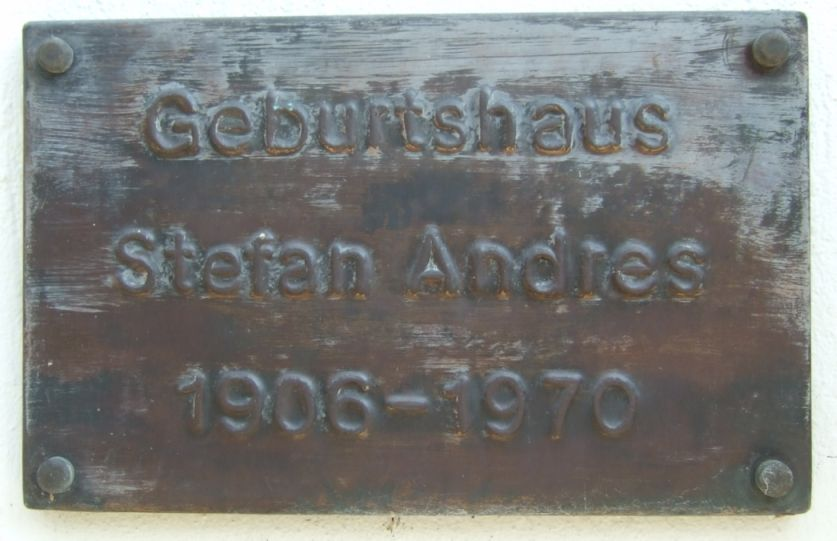
Geboortehuis van Stefan Andres

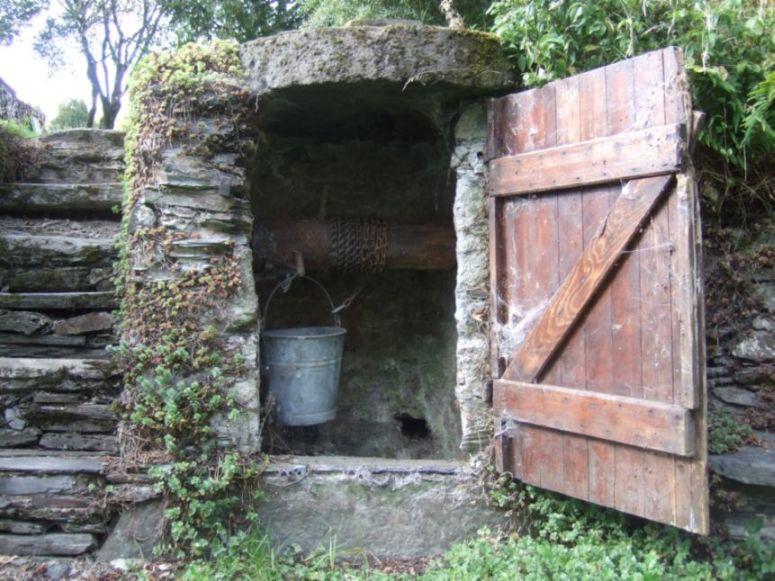
Put bij het geboortehuis van Stefan Andres

Stefan Andres (26 juni 1906, Trittenheim - 29 juni 1970, Rome) was een Duits schrijver.
Stefan Andres studeerde theologie en germanistiek aan de universiteiten van Keulen, Jena en Berlijn. Hij brak zijn priesterstudie weliswaar af, maar zijn werken zijn doorspekt met een christelijke ondertoon. Stefan Andres ondernam ook lange reizen naar Italië, Egypte en Griekenland.
In 1937 week hij om politieke redenen naar Italië uit. Hij vestigde zich met zijn gezin in Positano in de buurt van Napels. Pas in 1950 keerde hij naar Duitsland terug. Na zijn terugkeer ging hij in Unkel wonen. In de jaren 50 was Andres een van de meest gelezen Duitse schrijvers. Na het Tweede Vaticaanse Concilie trok Stefan Andres naar Rome, waar hij in 1970 overleed.